# Аківа Говрін
Аківа Говрін (івр. עקיבא גוברין; нар. 12 серпня 1902, Шпиків — пом. 26 червня 1980, Тель-Авів) — ізраїльський політик, який був міністром без портфеля з грудня 1963 по січень 1966 і був першим міністром туризму країни. Депутат Кнесету з 1949 по 1969.
Говрін був одним із засновників руху Гехалуц в Україні. Він репатріювався до підмандатної Палестині у 1922 році і працював у Порті Хайфи, будівельним робітником в Єрусалимі, де став одним із засновників Робітничої ради Єрусалиму.
Пізніше Говрін став засновником профспілки канцелярських службовців, а з 1925 року входив до виконавчого комітету Гістадруту, завідував відділом професійних об'єднань у 1943–1949 роках.